# Wijnbouw in Ethiopië
Wijnbouw in Ethiopië is bijzonder omdat het plaatsvindt in een tropisch en niet in een land met gematigd klimaat. De gunstige weersgesteldheid is te vinden in het Ethiopisch Hoogland. De druiventeelt was er kleinschalig voor tafeldruiven, maar is sinds 2006 in volle ontwikkeling. Het land heeft een enorm potentieel. 
Met Ethiopische wijn wordt in dit artikel "wijn van druiven" bedoeld. Men kent er echter ook honingwijn, de zogenaamde Tej. In het Nederlands bekend als een soort mede.
De conditionele voorwaarden voor wijnbouw zijn hier gunstig. Op meerdere locaties voldoet het microklimaat van bodemgesteldheid, neerslag en temperaturen. Nog een voordeel is dat vanwege het ontbreken van seizoenen, de oogst tweemaal per jaar binnengehaald kan worden.

Deze tak van landbouw kan soms wel wat stroef verlopen. Ethiopië kent weliswaar een meerderheid van christenen, doch wordt beïnvloed door de islamitische religie. Zowel in eigen als in de omringende landen.
Enkele Franse bedrijven in de drank- en wijnindustrie zijn drukdoende de wijnbouw hier verder te ontwikkelen. In 2011 hoopt men de eerste wijn op de markt te kunnen brengen. De eerste aanplant van ruim 100 hectare bestaat uit de vitis vinifera variëteiten Merlot, Cabernet sauvignon, Syrah en Chardonnay. Er worden vooral druiven verbouwd nabij het Ziway-meer in de Oromia regio.
Tot dusver is er alleen het in 1936 opgerichte wijnbedrijf Awash Wine Company in Addis Abeba dat in handen is van de overheid.